# Solomon Halbert Snyder
Solomon Halbert Snyder (26 de dezembro de 1938) é um neurocientista estadunidense.